# Saint-Germain-sur-Rhône
Saint-Germain-sur-Rhône település Franciaországban, Haute-Savoie megyében. Lakosainak száma 644 fő (2022. január 1.). Saint-Germain-sur-Rhône Billiat, Injoux-Génissiat, Chêne-en-Semine, Éloise, Franclens, Valserhône és Arlod községekkel határos.

## Népesség
A település népessége az elmúlt években az alábbi módon változott:
| Lakosok száma | 452  | 507  | 527  | 526  | 556  | 587  | 617  | 639  | 644  |
|               | 2013 | 2015 | 2016 | 2017 | 2018 | 2019 | 2020 | 2021 | 2022 |